# Michel-Barthélemy Ollivier
Pour les articles homonymes, voir Ollivier.
Michel-Barthélemy Ollivier est un peintre et graveur français, né le 24 août 1712 à Marseille et mort le 15 juin 1784 à Paris.

## Biographie
Michel-Barthélemy Olivier est défini comme l’un des maitres de la peinture délicate du XVIIIe siècle. Descendant d’une dynastie de peintres marseillais, il devient élève à l’atelier de Carl Van Loo, il suit le neveu de son maître à la cour de Philippe V d’Espagne en 1734.  De retour à Paris en 1763 il intègre l’Académie Saint Luc où il fut certifié comme peintre de genre et y expose ses peintures. Il est ensuite agréé à l'Académie royale de peinture et de sculpture en 1766. Il exposa à l’Académie Royale de Londres, qui venait d’être construite. Ses œuvres parvenues jusqu'à nous relèvent de son travail pour Louis François, le prince de Conti, et de sa « petite cour » dont il était le peintre ordinaire. Les peintures d'Olivier constituent une précieuse source historique sur la vie de la petite cour du prince de Conti au temps du roi Louis XVI, dont beaucoup de traces ont disparu après la destruction du château à la révolution. Outre ces peintures d'histoire, Ollivier a régulièrement exposé au Salon et Salon de la correspondance des portraits et des conversations espagnoles attrayantes et finement colorées - des pièces de genre exotiques à deux personnages. Les principales caractéristiques de son style sont ses harmonies de couleurs chaudes et son coup de pinceau méticuleux et délicat.
Michel-Barthélemy Olivier meurt à Paris en 1784. Ses œuvres sont conservées dans les collections du Louvre, de Versailles et de nombreux autres musées français.

## Œuvres dans les collections publiques
- Bordeaux, musée des beaux-arts : Famille se reposant sous les arbres, huile sur toile.
- Lyon, Musée des Tissus et des Arts décoratifs :
  - Vue sud-est de l'Île-Barbe, vers 1770, huile sur toile, 50 × 90 cm[2]
  - Vue nord-ouest de l'Île-Barbe, vers 1770, huile sur toile, 50 × 90 cm
- Paris, musée du Louvre :
  - Étude pour le portrait du prince de Beauvau, dessin ;
  - Jeune femme assise, dessin.
  - Le Thé à l’anglaise dans le salon des quatre glaces au Temple, avec toute la cour du prince de Conti, écoutant le jeune Mozart, 1766, huile sur toile[3]
- Valenciennes, musée des beaux-arts : 
  - Fête galante dans un parc, huile sur toile ;
  - Réunion galante dans un parc, huile sur toile[4].
- Versailles, musée de l'Histoire de France :
  - Fête donnée par le prince de Conti au prince héréditaire de Brunswick-Lunebourg, à l’Ile-Adam, 1766, huile sur toile[5] ;
  - L’Hallali du cerf, huile sur toile[6] ;
  - Le Cerf pris dans l’eau devant le château de L'isle-Adam, 1766, huile sur toile ;
  - Souper du prince de Conti au Temple, 1766, huile sur toile[7].
- Parus, Musée Cognacq-Jay
  - La partie de dames, entre 1765 et 1770, huile sur toile;

## Galerie

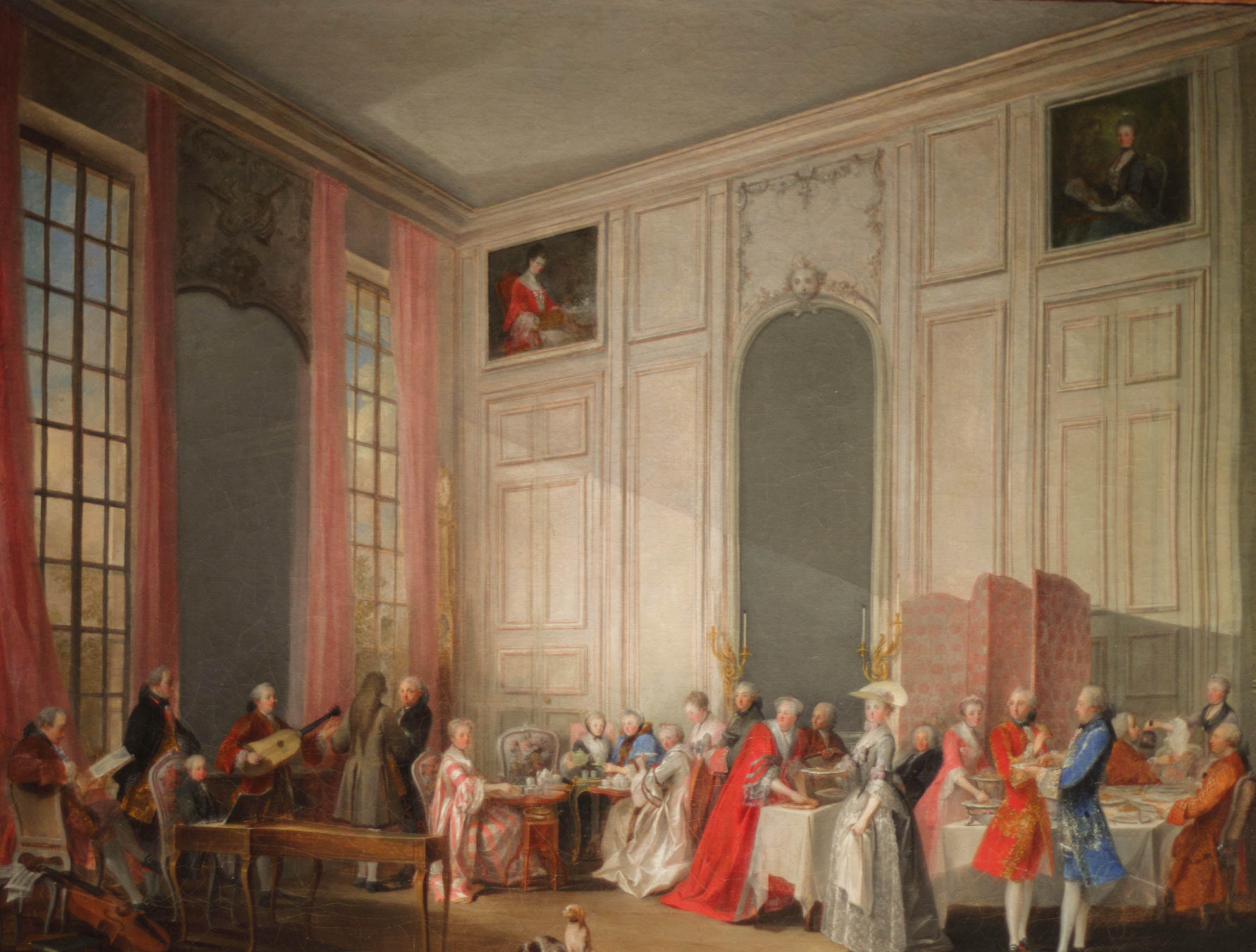
Le Thé à l’anglaise dans le salon des quatre glaces au Temple, avec toute la cour du prince de Conti, écoutant le jeune Mozart.
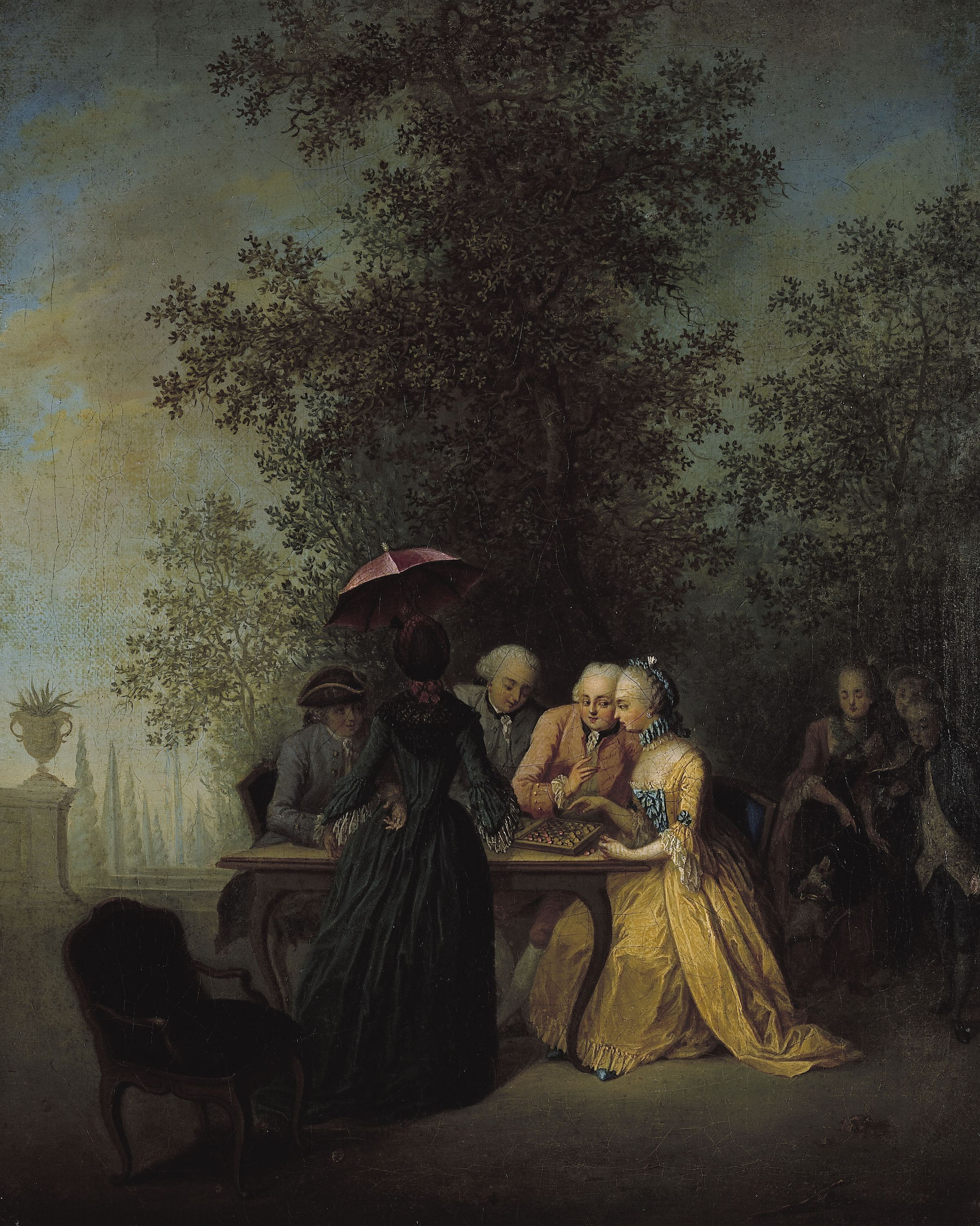
La Partie de Dames.
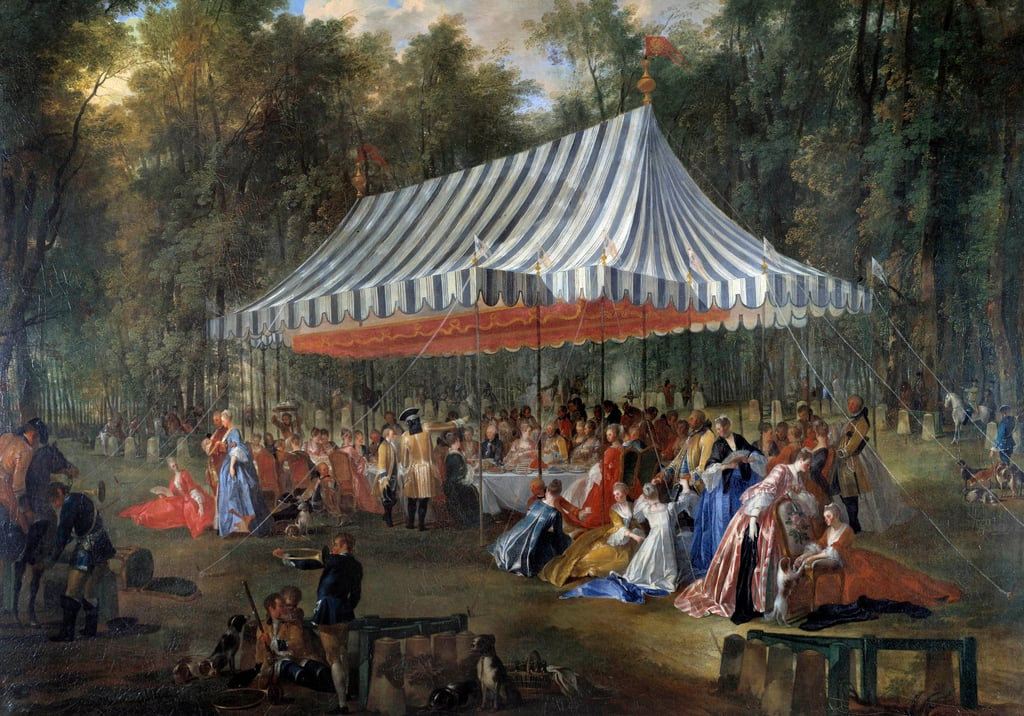
Fête donnée par le prince de Conti au prince héréditaire de Brunswick-Lunebourg, à l’Ile-Adam.

### Sources
- Prosper de Baudicour, Le Peintre-graveur français continué, Paris, Bouchard-Huzard, 1859.
- Georges Reynaud, « Les Ollivier, peintres et sculpteurs marseillais (XVIIe – XVIIIe siècles) », Provence historique, tome 57, no 229, janvier-mars 2007, p. 257-267 (en ligne).